# 恵那市立河合小学校
恵那市立河合小学校（えなしりつ　かわいしょうがっこう）は、かつて岐阜県恵那市に存在した公立小学校。

## 概要
- 校区は笠置町河合であり、旧・恵那郡笠置村の小学校であった。
- 1966年、姫栗小学校、久棲小学校と統合。恵那北小学校の新設により廃校。
- 跡地は、中日新聞の研修施設の中日笠置山荘となっている。

## 沿革
- 1873年（明治6年） - 加茂郡河合村に無窮学舎が開校。
- 1881年（明治14年） - 河合小学校に改称する。
- 1886年（明治19年） - 河合簡易科小学校に改称する。
- 1893年（明治26年） - 河合尋常小学校に改称する。
- 1897年（明治30年）4月1日 - 恵那郡姫栗村、毛呂窪村、及び加茂郡河合村が合併し、笠置村が発足。
- 1908年（明治41年） - 姫栗尋常小学校に統合され、笠置第一尋常小学校河合分教場となる。
- 1914年（大正3年） - 河合分教場が笠置第三尋常小学校として独立する。
- 1941年（昭和16年）4月1日 - 笠置第三国民学校に改称する。
- 1947年（昭和22年）4月1日 - 笠置村立笠置第三小学校に改称する。
- 1954年（昭和29年）4月1日 - 大井町、長島町、東野村、三郷村、武並村、笠置村、中野方村、飯地村と合併し、恵那市が発足。同時に恵那市立河合小学校に改称する。
- 1966年（昭和41年）3月 - 姫栗小学校、久棲小学校と統合。恵那北小学校の新設により廃校。